# Chiesa di Santa Maria Maddalena (Martinengo)
La chiesa di Santa Maria Maddalena è un edificio di culto di Martinengo, in provincia e diocesi di Bergamo; fa parte del vicariato di Ghisalba-Romano ed è sussidiaria della chiesa parrocchiale di Sant'Agata.

## Storia
L'edificio ha una storia molto antica, risulta indicato in alcuni documenti risalenti al XV secolo, ma sicuramente la sua edificazione è precedente come riporterebbe un atto del 15 ottobre 1336 che lo cita.
Il vescovo Lodovico Donà nel 1466 concesse la possibilità di “far messa tanto di sopra quanto di sotto”. Questo conferma che anticamente la chiesa si sviluppava su due livelli, quello dedicato alle funzioni religiose e superiore quello degli incontri dei disciplini, ma dove si potevano celebrare le messe. Nuovamente indicata nella visita pastorale diocesana dell'arcivescovo di Milano san Carlo Borromeo del 1575, il quale impose di chiudere una finestra così che le funzioni che vi erano celebrate, non fossero udite all'esterno.
L'edificio fu riedificato nel 1618, dopo che il 20 maggio fu approvato l'accordo per la sua ricostruzione con “con volte a botte sull'aula e arco a tutto sesto sul presbiterio”. Solo successivamente, nel 1622, fu corono costruiti i locali dedicati a sagrestia, e nel 1634 quelli destinati a ospitare il predicatore.
Nuovamente rivisitata nel 1858 quando risulta essere gestita dalla confraternita del Santissimo Sacramento. Con le soppressioni napoleoniche e la Repubblica Cisalpina furono abolite le congregazioni e l'edificio divenne di proprietà dell'amministrazione comunale fino al 1945 quando venne ceduto alla parrocchia.

## Descrizione

### Esterno
La chiesa è collocata sul lato sinistro della chiesa parrocchiale di Sant'Agata in posizione leggermente arretrata, a cui è collegata da un corridoio interno, Un sagrato precede la facciata che fa parte di un'abitazione civile dalla quale si divide con due lesene in muratura che reggono il !timpano triangolare. Il portale in pietra arenaria è ospitato nella sezione centrale.

### Interno
L'interno a navata unica e a pianta rettangolare, presenta la copertura a volta a botte. Sul lato sinistro vi è la cappella con sfondato a arco, che ospita un altorilievo con l'immagine della Pietà: la Madonna posta in ginocchio ai piedi del Figlio morto. Un gradino conduce alla zona del presbiterio che ha un'apertura laterale che conduce alla torre campanaria, anch'esso con volta a botte. La pala d'altare raffigurante la Madonna col Bambino e santi è inserita in una ancona seicentesca dorata con due cariatidi e il timpano spezzato.
.